# Cirsium setidens
Кондре, корейський осот (Cirsium setidens) — багаторічна рослина з роду Cirsium з родини айстрових. Він природно росте в підгір'ї та гірській місцевості Корейського півострова, де його молоді листя використовуються як намуль.

## Назва
У корейській мові його називають goryeo-eongeongkwi (고려엉겅퀴 , дослівно «корьо чортополох») і gondeure (곤드레).

## Опис
Cirsium setidens — багаторічна рослина заввишки до 1-1,2 м заввишки. Прикореневе листя і нижнє стеблове листя в'януть, коли квіти розпускаються. Середні листя розташовані спірально, яйцеподібні або широкі ланцетні, зелені 15-35 см завдовжки, із кінцем, що звужується, колючими краями. Верхній бік листя опушений, тоді як нижня сторона, як правило, бліда не опушена. Верхні листя менші, ланцетні з загостреними кінцями, коротшими листовими стеблами та колючим краєм. Коріння пряме.
Фіолетові квіти цвітуть з липня по жовтень. Головка квітки досить велика — приблизно 3-4 см в діаметрі. Кожна головка знаходиться на кінчику стебла. Приквітки мають форму дзвона, 20 мм завдовжки і 20-30 мм завширшки, з павутонноподібними волосками. Приквітки із загостреними кінцями і липкою нижньою стороною розташовані в сім рядів. Пелюстки бузкові, приблизно 15-19 мм завдовжки. Плоди — сім'янки, кожна 3,5-4 мм завдовжки. Папус коричневий, приблизно 11-16 мм завдовжки.

## Використання
Добре відома місцева страва Чонсону з цієї рослини, що називається кондере-намуль-бап, вид намулу, виготовлений із сушеного кондре, приправлений маслом перилли. Страву подають до рису.

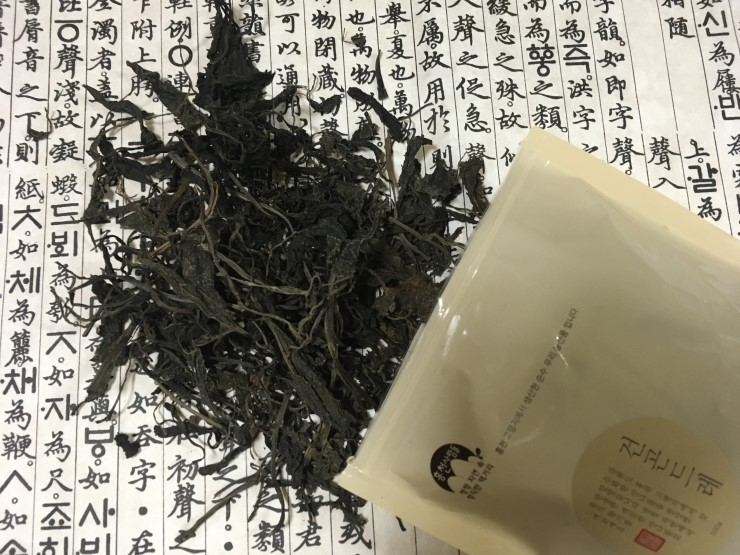
Сушений кондре як панчхан (гарнір)
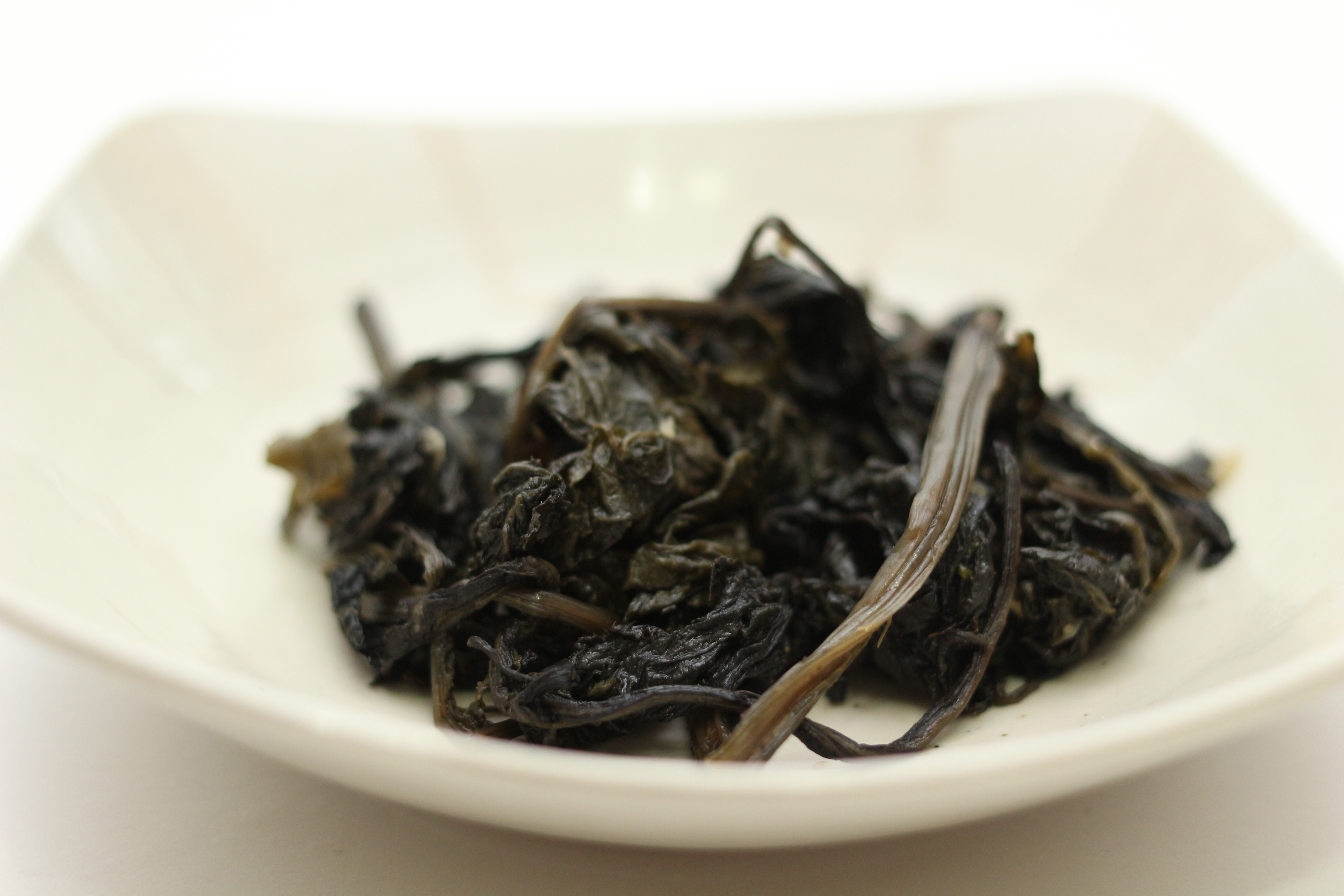
Кондре-намуль (приправлений кондре як гарнір)
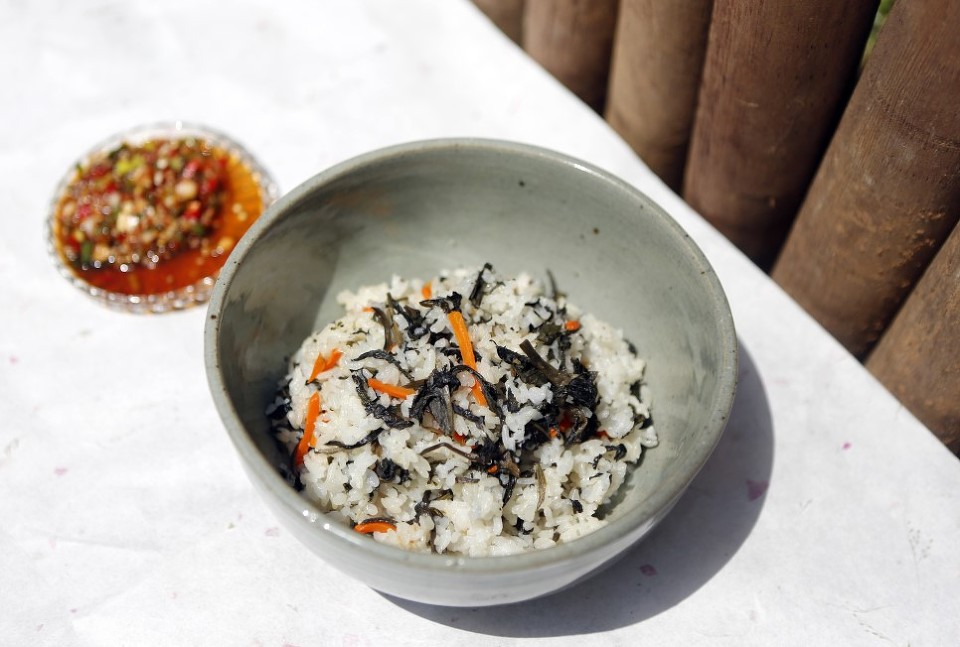
Кондре-намуль бап